# Pludual
Pludual é uma comuna francesa na região administrativa da Bretanha, no departamento Côtes-d'Armor. Estende-se por uma área de 9,33 km². Em 2010 a comuna tinha 729 habitantes (densidade: 78,1 hab./km²).